# Pilostyles caulotreti
Pilostyles caulotreti är en tvåhjärtbladig växtart som först beskrevs av Karst., och fick sitt nu gällande namn av Joseph Dalton Hooker. Pilostyles caulotreti ingår i släktet Pilostyles och familjen Apodanthaceae. Inga underarter finns listade i Catalogue of Life.

## Bildgalleri

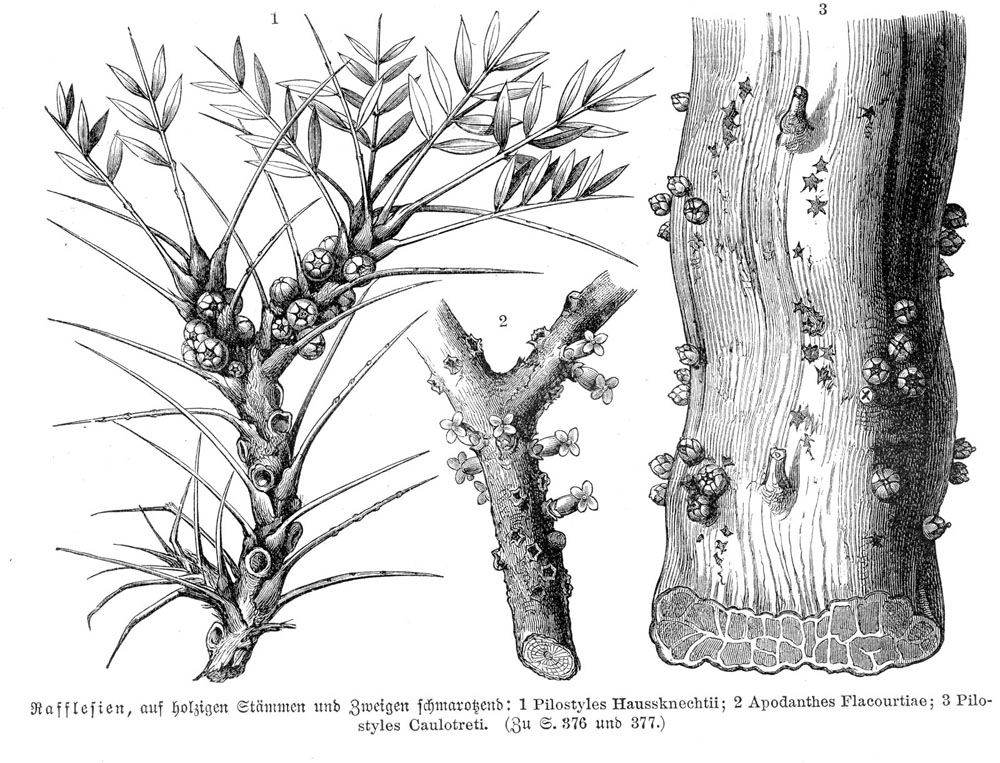